# Щит (роман)
«Щит» (англ. Shield) — фантастичний роман американського письменника Пола Андерсона. Вперше опублікований частинами в журналі Fantastic Stories of Imagination в 1962 році. Перша частина опублікована в червневому номері, друга — у липневому. Повністю роман вийшов 1963 року у видавництві Berkley Medallion.
Астронавт Пітер Коскінен заволодіває секретом створення силового щита, здатного звести нанівець загрозу ядерної зброї. Через це на нього полюють як вороги, так і спецслужби рідної держави.

## Сюжет
Події роману відбуваються в майбутньому. Після ядерної війни світ потрапив під гегемонію США. Згідно з доктриною Норріса іншим країнам заборонено мати збройні сили, ядерну зброю, розв'язувати агресивні війни. Попри те, інші країни, зокрема, Китай, таємно озброюються. США відправляють експедицію на Марс, щоб спільно з марсіанськими вченими розробити генератор «потенційного бар'єра» — захисного поля. Поле невразливе для вогнепальної зброї, але в перспективі можна створити потужніші генератори, що захищають від ядерної або лазерної зброї.
Молодий астронавт Пітер Коскінен (Peter Koskinen) арештований агентами військової контррозвідки (ВК), але втікає при спробі китайців його перехопити. Дізнавшись про зроблене відкриття, ВК і китайці почали полювання за астронавтами і захопили всіх, крім Коскінена, у якого з собою був готовий зразок генератора поля. Опинившись в нетрях, Коскінен потрапляє в полон до мешканців Кратера, де не діють закони. Під прицілом лазерної рушниці Коскінен віддає генератор правителю Кратера Зіггеру, який збирається налагодити їх випуск. Однак китайці, зібравши всю свою агентуру, нападають на Кратер. Вів'єн Кордейро («кишеньковий учений» Зіггера) допомагає Коскінену тікати з Кратера. Герої знаходять укриття в будинку Натана Абрамса, батька товариша Коскінена по польоту.
Розуміючи, що будинок Абрамса не є надійним притулком, його секретар Ян Трембецький виходить на зв'язок з лідером підпільної групи егалітаріанців Карсоном Ганоуєем, обіцяючи йому допомогу в поваленні директора ВК Маркуса в обмін на притулок. Однак це виявляється страшною помилкою — лідери егалітаріанців ставлять своєю метою насильницьке повалення уряду і після відмови героїв приєднатися збираються катувати героїв. Раптово розширивши поле, Коскінен розчавлює змовників об стіни і тікає разом з Вів'єн. Герої досягають однієї з вілл Зіггера, зводять на її задньому дворі своєрідну фортецю і витримують там облогу підоспілих сил ВК. Після провалу переговорів Маркус намагається підірвати ядерну бомбу, але прибулий загін армійських спецпризначенців знищує агентів і самого Маркуса. Коскінен вже встиг зателефонувати масі абонентів і розголосити секрет створення генератора, тому владі доводиться змиритися з таким становищем.